# Tulio Demicheli
Tulio Demicheli (eigtl. Armando Bartolomé Demichelli; * 15. August 1914 in Buenos Aires; † 25. Mai 1992 in Madrid) war ein argentinischer Filmregisseur, Produzent und Drehbuchautor.

## Leben
Demicheli begann seine Karriere als Filmeditor, Regieassistent und Drehbuchautor. Bereits seine in den 1940er Jahren in Argentinien in eigener Regie gedrehten Filme erhielten zwei Filmpreise. Anschließend arbeitete er auch in Mexiko, bevor er in den nach Spanien ging. Dort drehte er vor allem Italowestern und Kriminalfilme. Den Abschluss seiner Karriere bildete ein Dokumentarfilm über Evita Perón.
Demicheli starb 1992 in Madrid an Krebs.

## Filmografie (Auswahl)

### Regie
- 1952: Emergency Ward (Sala de guardia)
- 1955: Un extraño en la escalera
- 1957: Feliz año, amor mío
- 1957: La dulce enemiga
- 1959: Das Mädchen aus Granada (Carmen la de Ronda)
- 1962: Der Sohn von Captain Blood (Il figlio del capitano Blood)
- 1964: Schnelle Colts für Jeannie Lee (Sfida a Rio Bravo)
- 1965: Lissabon – 3 Gräber für Agent 077 (Misión Lisboa), auch Agentenfalle Lissabon
- 1967: Der Colt aus Gringo’s Hand (Un hombre y un colt)
- 1970: Dracula jagt Frankenstein
- 1970: Arriva Garringo (Reza por tu alma… y muere)
- 1972: Coartada en disco rojo
- 1973: Der Clan der Killer (Un tipo con una faccia strana ti cerca per ucciderti)
- 1973: Fuzzy, halt die Ohren steif! (Tequila!)
- 1975: Death-Games – Herz As des Todes (Juego sucio en Panama)

### Drehbuch
- 1973: Auch die Engel essen Bohnen (Anche gli angeli mangiano fagioli)
- 1975: Zwei irre Typen mit ihrem tollen Brummi (Simone e Matteo: Un gioco da ragazzi)
- 1979: Sieben Miezen klauen'ne Million (Sette ragazze di classe)